# Hyla zhaopingensis
Hyla zhaopingensis is een kikker uit de familie boomkikkers (Hylidae).
De soort werd voor het eerst wetenschappelijk beschreven door Zhen-jie Tang en Yu-xia Zhang in 1984. De soortaanduiding zhaopingensis betekent vrij vertaald 'levend in Zhaoping'; de uitgang -ensis betekent 'bewonend'.

## Verspreiding en leefgebied
Deze soort komt voor in delen van Azië en leeft endemisch in China. De kikker komt alleen voor in de zuidoostelijke autonome regio Guangxi.